# Carfentrazon-ethyl
Carfentrazon-ethyl ist ein Herbizid aus der Wirkstoffgruppe der Triazolinone. Es wurde 1993 von FMC auf den Markt gebracht.

## Eigenschaften
Carfentrazon-ethyl ist eine farblose bis gelbe, viskose Flüssigkeit mit leicht petroleumartigem Geruch. Es ist nahezu unlöslich in Wasser, jedoch gut löslich in organischen Lösungsmitteln. Mit einer Halbwertszeit von einem Tag ist es nicht persistent im Boden. Carfentrazon-ethyl ist lichtempfindlich und hydrolyseanfällig. Es ist stabil unter sauren bis neutralen Bedingungen, baut sich im Alkalischen jedoch rasch ab. Das Molekül besitzt ein Stereozentrum. Es gibt also zwei mögliche Stereoisomere. Das Herbizid Carfentrazon-ethyl wird als Racemat eingesetzt.

## Wirkungsweise und Verwendung
Carfentrazon-ethyl ist ein Nachauflauf-Herbizid und wirkt gegen breitblättrige Unkräuter sowie einige Senfgewächse. Dabei kommt es vor allem beim Anbau von Getreide, Mais, Soja, Kartoffeln und Wein sowie zur Bekämpfung von Unkraut auf Sportanlagen und Golfplätzen zum Einsatz. Es wirkt bei direktem Kontakt mit den Zielpflanzen. Durch Sonnenlicht wird es aktiviert und hemmt die Funktion des Enzyms Protoporphyrinogen-Oxidase, welches für die Chlorophyll-Synthese verantwortlich ist. Dabei werden phytotoxische Zwischenprodukte gebildet, die sich in der Zelle anreichern und die Zellmembran des Unkrauts zerstören. Dadurch sterben diese Pflanzen innerhalb einiger Tage ab.

## Toxikologie
In Tierversuchen konnte festgestellt werden, dass die Hemmung der Protoporphyrinogen-Oxidase in Säugetieren die Biosynthese des Blutfarbstoffs Häm beeinträchtigen kann. Dadurch kann das Blutbild verändert sowie die Konzentration von Porphyrinen im Urin erhöht werden. Dennoch wird Carfentrazon-ethyl als wenig akut toxisch bei oraler, inhalativer oder dermaler Aufnahme eingestuft. Es ist außerdem weder haut- noch augenreizend und nicht hautsensitivierend. Es konnten keine karzinogenen oder genotoxischen Wirkungen festgestellt werden. Die Europäische Behörde für Lebensmittelsicherheit (EFSA) legte die erlaubte Tagesdosis auf 0,03 mg/kg Körpergewicht fest.

## Zulassung
Carfentrazon-ethyl wurde am 11. Juli 2003 von der Europäischen Union zugelassen. In Deutschland, Österreich und der Schweiz sind Pflanzenschutzmittel mit dem Wirkstoff erhältlich. Zum Teil wird es  mit Metsulfuron-methyl kombiniert.